# Cimetière d'Annappes
Le cimetière d'Annappes est le cimetière du village d'Annappes, aujourd'hui quartier de Villeneuve-d'Ascq (Nord). Il s'étend dans un rectangle au nord de l'église Saint-Sébastien.

## Description
Le cimetière ne contient ni d'allée « VIP », ni de carré des indigents, mais un alignement de pierres marbrées, ce qui dénote une mentalité de quartier populaire, sans distinction de sépultures en fonction des richesses.
On trouve un grand carré, massif, noir et penché (construit en 1946 avec les restes des concessions échues) sur lequel à côté des noms, on peut lire une épitaphe : « Passants, méditez et inclinez-vous. Les morts vous prêchent la fraternité. ».

## Histoire
Un grand carré a été bâti en 1946 pour réunir les restes d'environ trois cents personnes inhumées au cimetière dont les concessions individuelles, échues, n'ont pas été renouvelées.

## Tombes de guerre

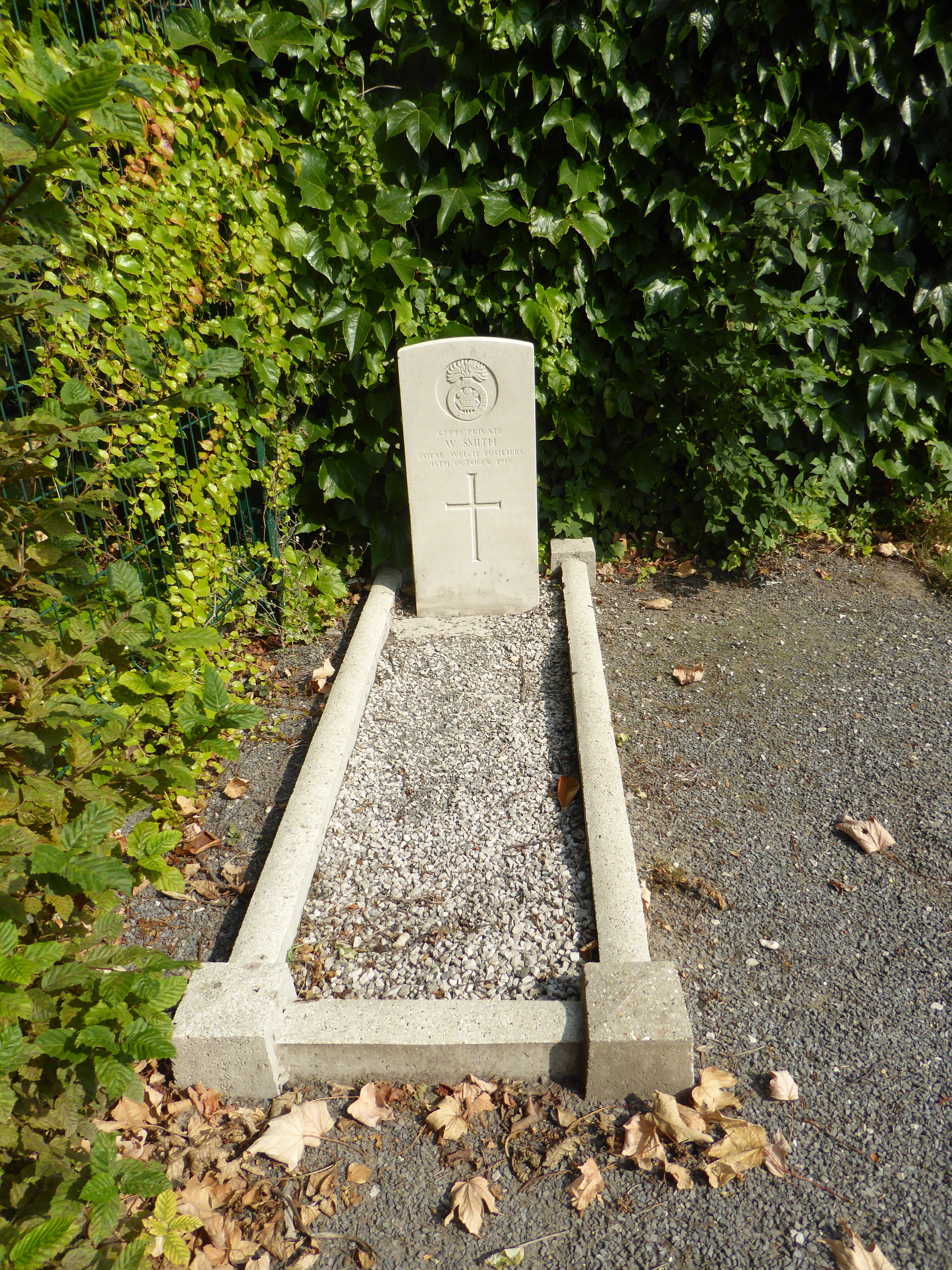
Tombe du soldat W. Smith du Royal Welsh Fusilier, dans l'enclos de l'église Saint-Sébastien d'Annappes

Sur le terrain de l'ancien cimetière, juste autour de l'église, un ensemble regroupe 15 tombes de guerre identiques de soldats français morts lors de la Première Guerre mondiale.
.

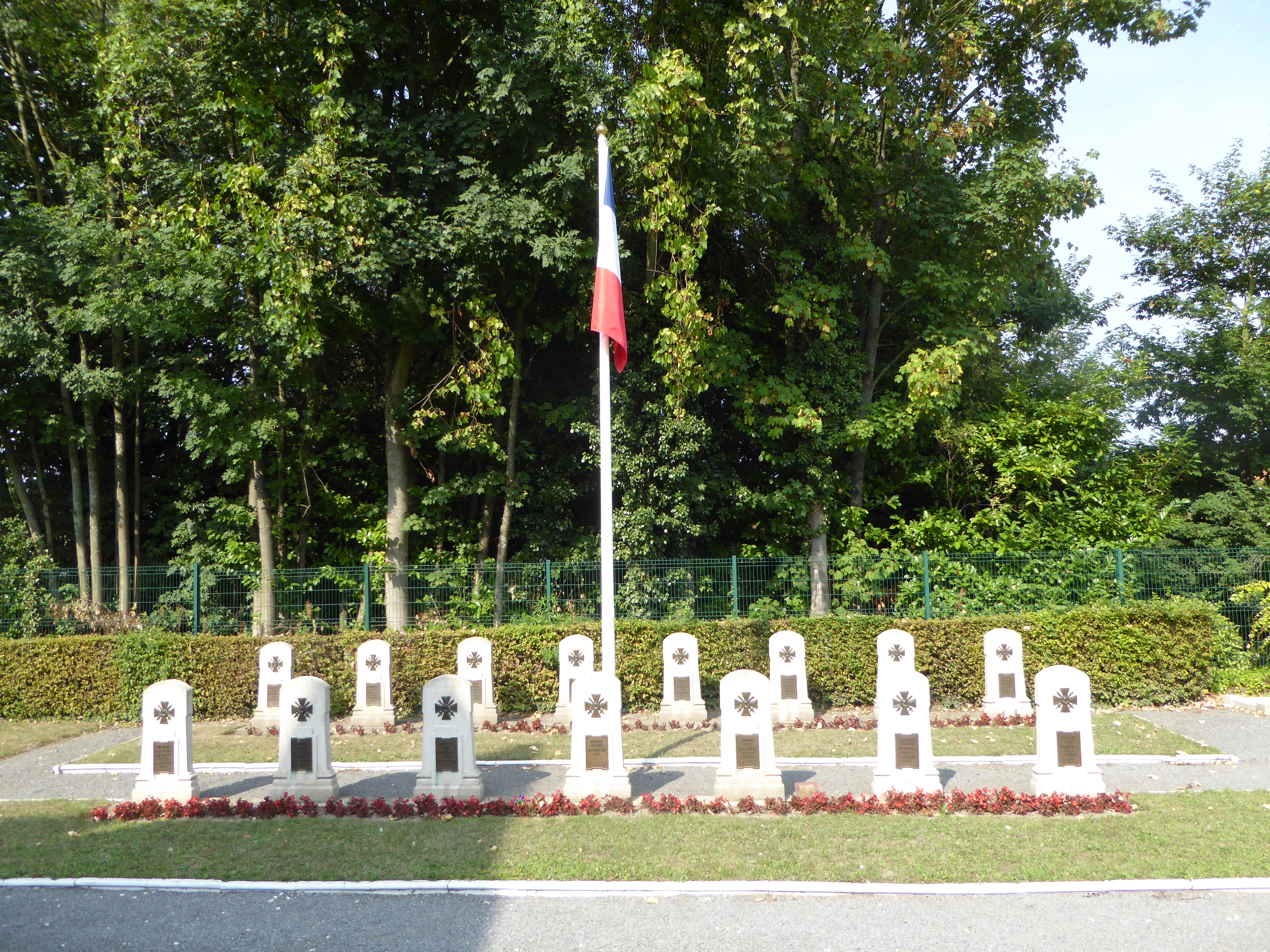
Enclos de l'église Saint-Sébastien d'Annappes - carré militaire - guerre1914-1918

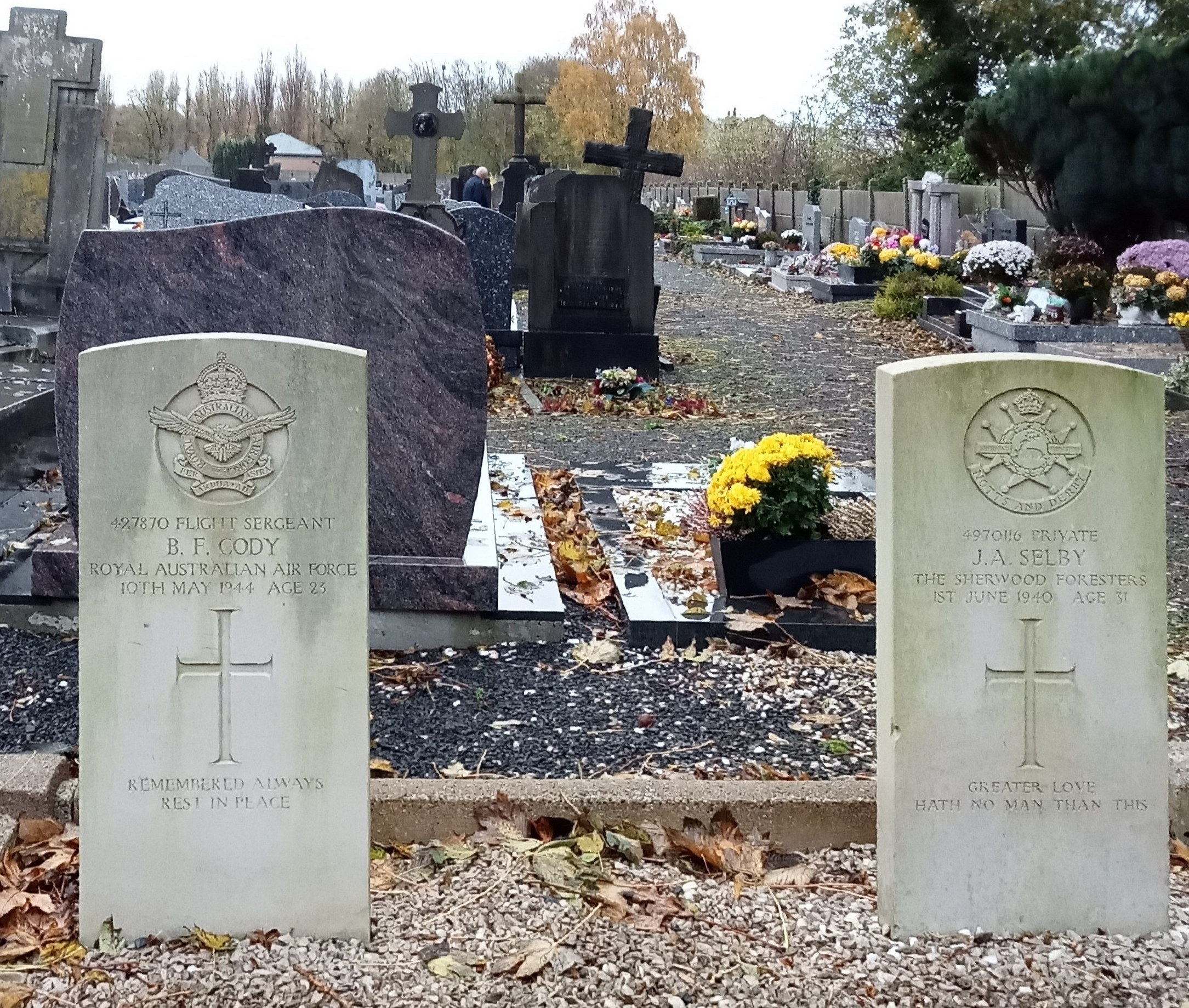
Cimetière d'Annappes les deux tombes de la Seconde Guerre mondiale

Le cimetière abrite également quelques tombes de guerre de soldats du Commonwealth de la Première Guerre mondiale et de la Seconde Guerre mondiale :
- Un tombeau de la Première Guerre mondiale se trouve à proximité du carré militaire français sur l'ancien terrain du cimetière. Il abrite le corps d'un soldat gallois (Royal Welsh Fusiliers, 26th Bn.) décédé en 1918;
- Un ensemble avec deux tombes de la Seconde Guerre mondiale se trouve entre les tombes civiles dans le nouveau cimetière. On y trouve le corps d'un soldat anglais (Sherwood Foresters, Notts and Derby Regiment) décédé en 1940 et celui d'un sergent australien de la Royal Australian Air Force décédé en 1944. Ces tombes sont entretenues par la Commonwealth War Graves Commission. Davantage de tombes de la Commonwealth War Graves Commission sont situées au cimetière d'Ascq proche.